# Yıldıztepe, Niğde
Yıldıztepe là một xã thuộc huyện Niğde, tỉnh Niğde, Thổ Nhĩ Kỳ. Dân số thời điểm năm 2011 là 2417 người.